# Bellegarde-sur-Valserine
{{posodobi}} v skladu z novo upravno delitvijo Francije 2016
Bellegarde-sur-Valserine je naselje in občina v jugovzhodnem francoskem departmaju Ain regije Rona-Alpe. Leta 2009 je naselje imelo 11.679 prebivalcev.

## Geografija
Kraj leži ob sotočju rek Rone in Valserine; slednja je mejna reka med departmajema Ain in Haute-Savoie; 70 km vzhodno od središča departmaja Bourg-en-Bresse.

## Administracija
Bellegarde-sur-Valserine je sedež istoimenskega kantona, v katerega so poleg njegove vključene še občine Billiat, Champfromier, Châtillon-en-Michaille, Giron, Injoux-Génissiat, Lhôpital, Montanges, Plagne, Saint-Germain-de-Joux, Surjoux in Villes s 18.566 prebivalci. 
Kanton je sestavni del okrožja Nantua.

## Pobratena mesta
- Bretten (Baden-Württemberg, Nemčija),
- Saint-Christophe (Dolina Aoste, Italija).